# Multithreading
Multithreading er en måde at distribuere opgaver i programmer mellem flere, alenestående men samarbejdende tråde i programmet, og adskiller sig fra multiproces-programmer ved, at der ikke anvendes flere instanser af samme program samtidig, med dertil hørende interproceskommunikation, men at al håndtering af koordination og kommunikation foregår inde i selve programmet, samt at programmerne nemt og elegant kan anvende samtlige globale variable.

## Anvendelse af multithreading
Da tråde elegant kan distribueres over flere processorer, kan maksimal ydeevne for multiprocessor-systemer nåes ved enkel og effektiv anvendelse af multithreading, uden det store overhead multiproces-programmer skaber hos operativsystemet.

## Eksempel
Et enkelt eksempel på multithreading, skrevet i Cocoa:
multithread.m
```
  
#import <Cocoa/Cocoa.h>

  
@interface
 
Multithread
 : 
NSObject
 
{

  
}

  
–
 
(
void
)
 
sigHejToGange
;

  
–
 
(
void
)
 
hejThread
;

  
@end

  

 
@implementation
 
Multithread

  
–
 
(
void
)
 
sigHejToGange
 
{

     
NSLog
(
@"Hej, verden"
);

     
[
NSThread
 
detachThreadSelector
:
 
@selector
(
 
hejThread
)
 
toTarget
:
 
self
 
withObject
:
 
NIL
];

  
}

  

  
–
 
(
void
)
 
hejThread
 
{

    
NSLog
(
@"Hej, verden"
);

  
}

  
@end

  

  
int
 
main
()
 
{

    
Multithread
 
*
 
test
 
=
 
[[
Multithread
 
alloc
]
 
init
];

    
[
test
 
sigHejToGange
];

    
[
test
 
release
]

  
}

```

Programmet udskriver "Hej, verden" to gange – i to forskellige threads.

## Synkronisering mellem tråde
Synkronisering kan ske med mutexes og spinlocks, eller ved hjælp af primitive kontrolvariable, og et simpelt if-udsagn.

## Programmeringssprog, som understøtter tråde
- C (gennem bl.a. POSIX)
- C++ som C.
- Objective-C (POSIX, Cocoa)
- Ruby, indbygget
- Perl, indbygget
- Python, indbygget
- Java, indbygget
- Delphi/Object Pascal, via OOP

## Operativsystemer, som understøtter tråde
- Apple: Mac OS X
- Microsoft Windows 95, Windows 98, Windows NT, Windows 2000, Windows XP, Windows 2003
- Open source: Linux, FreeBSD, NetBSD, OpenBSD og andre
- Sun Microsystems: Solaris